# Świętej pamięci

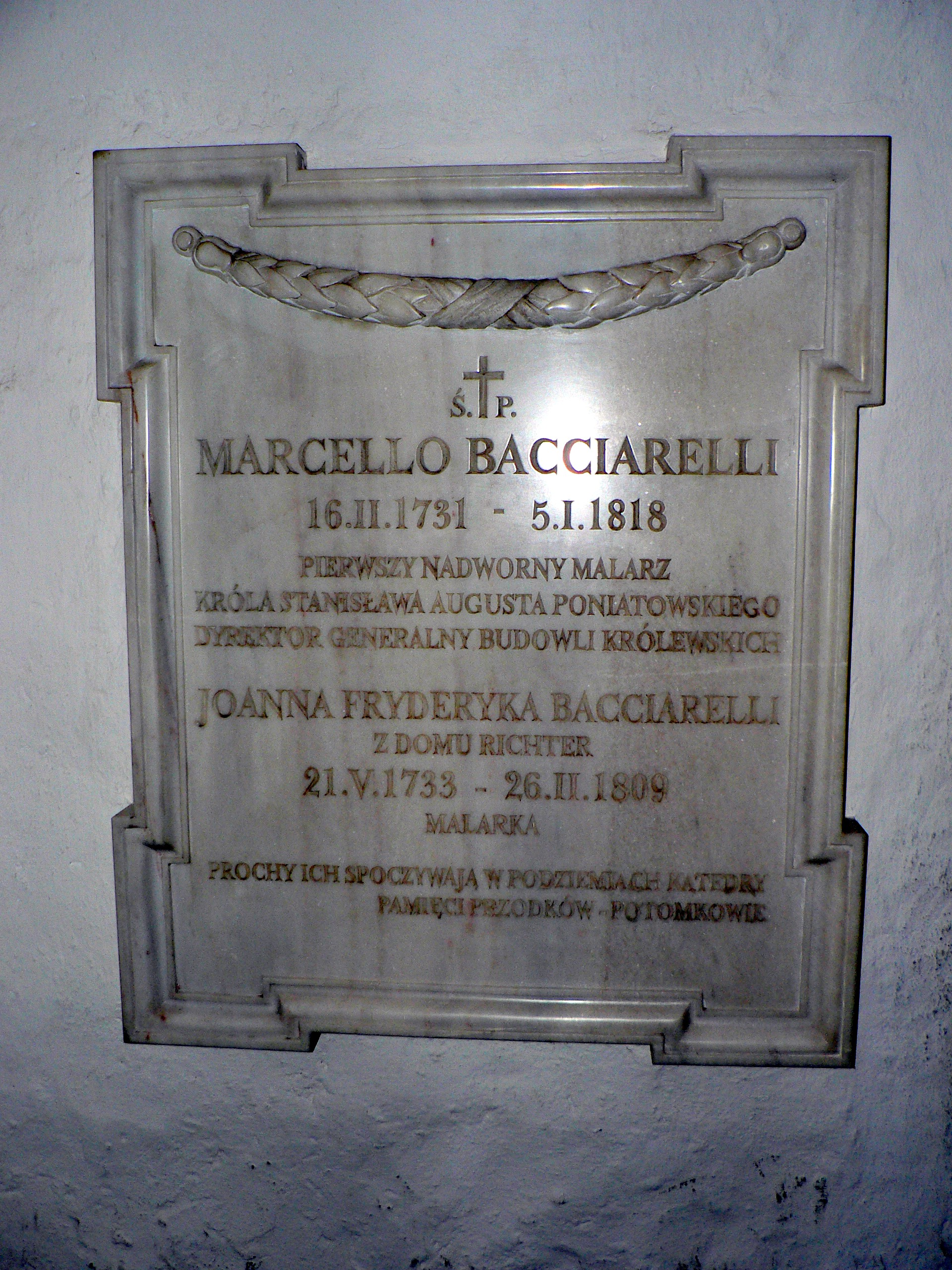
Tablica Marcella Bacciarellego w katedrze św. Jana w Warszawie

Świętej pamięci – określenie stosowane w odniesieniu do zmarłych osób wyznania chrześcijańskiego, jak również zmarłych w obrębie kultury chrześcijańskiej. Na nagrobkach, tablicach, epitafiach, nekrologach i klepsydrach najczęściej stosowany jest akronim śp. lub Ś. † P. z krzyżem lub bez krzyża między literami.